# Wayne Grudem
Wayne A. Grudem (né en 1948) est un spécialiste américain du Nouveau Testament, théologien, professeur de séminaire et auteur. Il est professeur de théologie et d'études bibliques au Phoenix Seminary à Phoenix, en Arizona.

## Biographie

### Jeunesse et éducation
Grudem est né le 11 février 1948 à Jim Falls, dans le Wisconsin. Enfant, il fréquente la First Baptist Church d'Eau Claire, dans le Wisconsin. Il est titulaire d'une licence en économie de l'université Harvard, d'une maîtrise et d'un doctorat en théologie du Séminaire théologique de Westminster, ainsi que d'un doctorat en études du Nouveau Testament de l'université de Cambridge.

### Carrière
En 2001, Grudem devient professeur-chercheur en théologie et études bibliques au séminaire Phoenix. Auparavant, il a enseigné pendant 20 ans à la Trinity Evangelical Divinity School, où il est président du département de théologie biblique et systématique.
Grudem siège au comité de supervision de la traduction de la Bible en version anglaise standard et, de 2005 à 2008, il est rédacteur en chef de la Bible d'étude ESV, qui compte 2,1 millions de mots. En 1999, il est président de la Société théologique évangélique. Grudem annonce avoir reçu un diagnostic de maladie de Parkinson le 22 décembre 2015.
Le 28 juillet 2016, Grudem publie un article d'opinion sur Townhall intitulé « Pourquoi voter pour Donald Trump est un choix moralement judicieux ». Le 9 octobre, l'article est retiré et remplacé par un autre intitulé « Le caractère moral de Trump et l'élection ». Le 19 octobre, l'article original est rétabli et un autre est publié, intitulé « Si vous n'aimez aucun des candidats, votez pour les politiques de Trump ». Grudem soutient la réélection de Trump en 2020.
En 2018, un Festschrift est publié en son honneur. Scripture and the People of God: Essays in Honor of Wayne Grudem.

## Théologie
Il est l'auteur de plusieurs ouvrages, dont Théologie systématique&nbsp;: Introduction à la doctrine biblique, qui prône une sotériologie calviniste, l'inspiration et l'inerrance de la Bible, le baptême des croyants, une forme de gouvernement ecclésial pluriel, le créationnisme de la Terre ancienne et la vision complémentariste des relations de genre. Théologie systématique est un manuel de théologie très influent, vendu à des centaines de milliers d'exemplaires. Grudem adhère à des croyances non-cessationnistes et est un temps un fervent partisan du mouvement Vineyard.
Grudem et Bruce A. Ware sont au centre du débat trinitaire en 2016 qui commence en ligne et culmine dans des publications imprimées,. Grudem et Ware souscrivent tous deux à une vision de la Trinité appelée « relations éternelles de soumission et d'autorité » ou « subordination fonctionnelle éternelle » qui prétend que le Fils est éternellement soumis au Père. Leur point de vue est contesté par certains universitaires selon lesquels le Fils ne se soumet au Père que dans l'incarnation selon sa nature humaine,.
Grudem est également cofondateur et ancien président du Conseil sur la virilité et la féminité bibliques. Il édite également Recovering Biblical Manhood and Womanhood, le « Livre de l'année » de Christianity Today en 1992, avec John Piper.
Toutes les recherches de Grudem sur les questions liées au genre sont contenues dans son ouvrage de 2012, Evangelical Feminism and Biblical Truth: An Analysis of More Than One Hundred Disputed Questions.

## Publications
- Wayne Grudem, The Gift of Prophecy in 1 Corinthians, Washington, DC, University Press of America, 1982 (ISBN 978-0-81912083-0, OCLC 7975367, lire en ligne)
- Wayne Grudem, The Gift of Prophecy in the New Testament and Today, Westchester, IL, Crossway Books, 1988 (ISBN 978-0-89107495-3, OCLC 21874389)
- Wayne Grudem, 1 Peter: An Introduction and Commentary, vol. 17, Downers Grove, IL, InterVarsity Press, coll. « Tyndale New Testament Commentaries », 1988 (ISBN 978-0-83082996-5, OCLC 836536171)
- Wayne Grudem, Systematic Theology: An Introduction to Biblical Doctrine, Leicester, England & Grand Rapids, MI, Inter-Varsity Press & Zondervan, 1994 (ISBN 978-0-95840603-1, OCLC 1036867839)
- Wayne Grudem, Bible Doctrine: Essential Teachings of the Christian Faith, Grand Rapids, MI, Zondervan, 1999 (ISBN 978-0-31022233-0, OCLC 39523561)  A condensed version of Systematic Theology[réf. nécessaire].
- Wayne Grudem et Vern S. Poythress, The Gender-Neutral Bible Controversy: Muting the Masculinity of God's Words, Nashville, TN, Broadman & Holman, 2000 (ISBN 978-0-80542441-6, OCLC 44413980)
- Wayne Grudem, Business for the Glory of God: The Bible's Teaching on the Moral Goodness of Business, Wheaton, IL, Crossway Books, 2003 (ISBN 978-1-58134517-9, OCLC 53131744)
- Wayne Grudem, Evangelical Feminism and Biblical Truth: An Analysis of More Than One Hundred Disputed Questions, Sisters, OR, Multnomah Publishers, 2004 (ISBN 978-1-57673840-5, OCLC 54897906). Second edition Crossway, 2012.
- Wayne Grudem et Vern S. Poythress, The TNIV and the Gender-Neutral Bible Controversy, Nashville, TN, Broadman & Holman, 2004 (ISBN 978-0-80543193-3, OCLC 57320504)
- Wayne Grudem et Elliot Grudem, Christian Beliefs: Twenty Basics Every Christian Should Know, Grand Rapids, MI, Zondervan, 2005 (ISBN 978-0-31025599-4, OCLC 60743141, lire en ligne)  Revised and condensed edition of Bible Doctrine.
- Wayne Grudem et Jerry Thacker, Why Is My Choice of a Bible Translation So Important?, The Council on Biblical Manhood and Womanhood, 2005 (ISBN 978-0-97739680-1)
- Wayne Grudem, Evangelical Feminism: A New Path to Liberalism?, Wheaton, IL, Crossway Books, 2006 (ISBN 978-1-58134734-0, OCLC 65537846)
- Wayne Grudem, Politics According to the Bible: A Comprehensive Resource for Understanding Modern Political Issues in Light of Scripture, Grand Rapids, MI, Zondervan, 2010 (ISBN 978-0-31033029-5, OCLC 555625189)
- Wayne Grudem, Countering the Claims of Evangelical Feminism: Over 40 Biblical Responses, Crown Publishing, 2010 (ISBN 978-0-30756215-9)
- Wayne Grudem, Voting as a Christian: The Economic and Foreign Policy Issues, Grand Rapids, MI, Zondervan, 2012 (ISBN 978-0-31049603-8)  Condensed extract from Politics — According to the Bible.
- Wayne Grudem, Voting as a Christian: The Social Issues, Grand Rapids, MI, Zondervan, 2012 (ISBN 978-0-310-49602-1)  Condensed extract from Politics — According to the Bible
- Wayne Grudem et Barry Asmus, The Poverty of Nations: A Sustainable Solution, Wheaton, IL, Crossway Books, 2013 (ISBN 978-1-43353911-4, OCLC 828143277)
- Wayne Grudem, "Free Grace" Theology: 5 Ways It Diminishes the Gospel, Wheaton, IL, Crossway Books, 2016 (ISBN 978-1-4335-5114-7)
- Wayne Grudem et John Piper, Fifty Crucial Questions: An Overview of Central Concerns About Manhood and Womanhood, Wheaton, IL, Crossway Books, 2016 (ISBN 978-1-43355184-0)
- Wayne Grudem, J.P. Moreland, Stepen C. Meyer, Christopher Shaw et Gauger, Theistic Evolution: A Scientific, Philosophical, and Theological Critique, Wheaton, IL, Crossway Books, 2017 (ISBN 978-1-43355286-1)
- Wayne Grudem, Christian Ethics: An Introduction to Biblical Moral Reasoning, Wheaton, IL, Crossway Books, 2018 (ISBN 978-1-43354965-6)